# Poliaspis argentosis
Poliaspis argentosis är en insektsart som beskrevs av Brittin 1915. Poliaspis argentosis ingår i släktet Poliaspis och familjen pansarsköldlöss. Inga underarter finns listade i Catalogue of Life.